# Pedro Julio Sánchez
Pedro Julio Sánchez (Chaparral, Tolima, Colombia, 8 de abril de 1940 - ) es un ciclista de ruta colombiano que compitió durante las décadas de 1960 y 1970. Participó en un total de 13 vueltas entre 1961 y 1973. Ganó la Vuelta a Colombia 1968. Integró equipos de Ciclismo de tradición en esa época como TELECOM y TELEPOSTAL TOLIMA. En esa edición de la Vuelta XVIII de 1968, que contó con 18 etapas, se apoderó del liderato en la 15.º fracción con llegada en Ibagué tras aventajar en el Alto de La Línea al hasta entonces líder Gustavo Rincón; tras esta etapa conservó la camiseta amarilla hasta el final de la Vuelta.

## Palmarés
- Vuelta a Colombia
  - 1.º en la clasificación general en 1968.
  - 6 victorias de etapa en 1962, 1967, 1968, 1969 (2) y 1971.[2]
- Vuelta a México

## Resultados en campeonatos

### Juegos Olímpicos
Competencia de ruta
1 participación.
- 1968 : 30.º en la clasificación final[3]